# Cisellada
Cisellada és la tècnica artística que consisteix a treballar amb cisell i martell planxes de metall per convertir-les en alt o baix relleu d'una figura.

## Procediment
La cisellada es realitza sobre una planxa de metall, materials dúctils i no gaire durs, d'algunes dècimes de mil·límetre de gruix, generalment coure (0,8 mm), alpaca (0,3 mm) i, en treballs de qualitat, plata (0,5 mm). Per a ser treballat el metall es talla en planxes d'una grandària aproximada a la desitjada, i s'enganxa sobre un preparat de resina vegetal o lacre amb què s'ha cobert totalment el recipient de treball. D'aquesta manera la resina esmorteirà els cops evitant fer malbé el material, a més de permetre que la peça pugui ser traslladada còmodament. En peces de formes especials o, com ganivets, la xapa és doblegada i soldada abans de ser cisellada, i un cop donada la forma definitiva s'enganxa a la resina. El cisellat es treballa "de dalt", és a dir que l'artesà treballa sobre la superfície que quedarà a la vista quan la peça estigui acabada, al contrari del repujat.
Un cop enganxada la peça al lacre es marca la figura que s'ha de cisellar. Existeixen molts mitjans per fer-ho, com calcar un dibuix o dibuixar amb llapis sobre el metall, i després marcar en material amb un punxó, burí, o qualsevol instrument afilat. Llavors comença la feina de cisellada.
Amb un cisell recte o lleument corb es va marcant definitivament la figura. Els cops del martell sobre el cap del cisell han de ser regulars i de similar intensitat per produir una línia homogènia. S'aconsegueix un solc de l'ample de la punta del cisell i de profunditat variable d'acord amb la força dels cops.
 Figura 1 
Quan tot el dibuix està marcat es procedeix a enfonsar amb un cisell de cap pla, les parts corresponents com si es tractés d'un baix relleu. D'aquesta manera la part alta es destaca respecte a la resta. En general es torna a marcar la peça diverses vegades, d'acord amb la profunditat que se li vulgui donar. Finalment la peça es desenganxa de la resina. Si el que es vol és un baix relleu o s'està treballant en un objecte amb una forma especial (ganivet, etc.) Només queda netejar i donar-li brillantor: si es desitja un alt relleu, a la peça és tractada com mostra la  Figura 2 .
 Figura 2 
Les peces, un cop finalitzades, s'acostumen a netejar amb àcid per aconseguir brillantor.

## Materials per a fer cisellada
Per realitzar una cisellada es necessiten:
- Una planxa de metall modelada i tallada a voluntat.
- Un joc de cisells que s'adeqüin a les necessitats del dibuix.
- Un recipient, preferentment de forma hemisfèrica, ple fins a la vora del preparat de resina.
- Un preparat de resina o lacre amb la ductilitat desitjada mitjançant agregats de guix per endurir i greix per estovar.
- Un martell de punta ampla i plana.

## Dissenys de la cisellada
La cisellada acostuma a seguir dissenys barrocs francesos i espanyols, ja tradicionals a l'argenteria. Es pot, naturalment, fer una molt àmplia varietat de figures en cisellada, i en el treball de plats o adorns de paret són comuns les figures d'aus i flors. Se solen combinar cisellats amb Fosa en bronze en elements com copes.
Una tècnica propera a la cisellada és el gravat, que s'usa per textures fines o inscripcions incorporades al disseny.